# Ainda Estou Aqui (livro)
Ainda Estou Aqui é um livro autobiográfico de Marcelo Rubens Paiva publicado em 4 de agosto de 2015.

## Sinopse
A obra, autobiográfica, trata da delicada relação do autor com sua mãe, Eunice, e é marcada pela passagem do tempo. No começo, acompanhamos Eunice Paiva já com idade avançada e com sinais da doença do mal de Alzheimer. Assim, durante o texto, o leitor descobre um pouco sobre a infância do autor e também sobre sua família. Outro assunto abordado é em relação ao seu pai, o deputado federal Rubens Paiva. Não só pelo carinho pela família, como também aborda as questões políticas envolvendo o período ditadura militar no Brasil (1964–1985) e também que envolveu sua morte.

## Adaptação
O livro ganhou uma adaptação para o cinema. Dirigido por Walter Salles e estrelado por Fernanda Torres e Selton Mello, Ainda Estou Aqui (2024) foi lançado no Brasil em 7 de novembro de 2024. O filme ganhou o prêmio de Melhor Roteiro no Festival de Veneza de 2024 e o Oscar de 2025 na categoria de Melhor Filme Internacional.